# Дойчес Юнгфольк

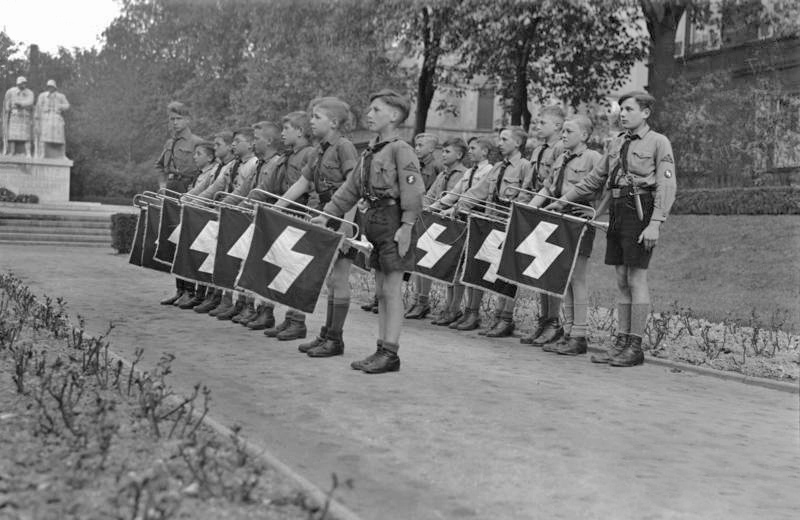
Фанфарний корпус Юнгфолька у Вормсі,1933

Дойчес Юнгфольк (нім. Deutsches Jungvolk) — молодша вікова група організації гітлерюгенд, в якій перебували хлопчики від 10 до 14 років. Члени організації іменувалися пімпфами.

## Історія
Відповідно до закону від 1 грудня 1936 р. у Німеччині оголошено заклик дітей 1927 року народження в Юнгфольк.

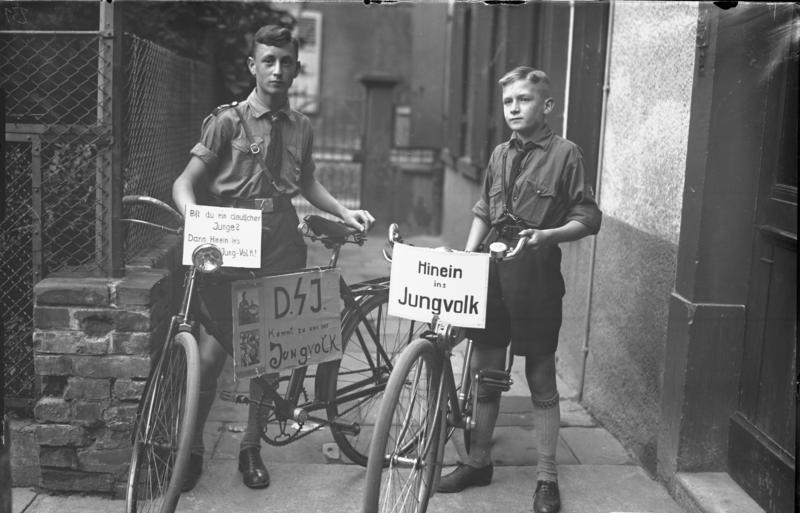

Вступ до Юнгфольк за законом було добровільним. Виховання в організації проводилося в дусі націонал-соціалізму з метою формування у дітей з дуже раннього віку націонал-соціалістичного світогляду про арійські ідеали. Крім того, всіляко підкреслювалася, необхідність бути вірним Гітлеру і його режиму, пропагувався культ фізичної сили, життєздатності та мілітаризму. Нацисти вважали, що навчання дітей тому, як стати жорсткими, звільнило б їх від недоліків. Також в Юнгфольк, у ході виховної роботи, пропагувався антисемітизм .

## Посилання

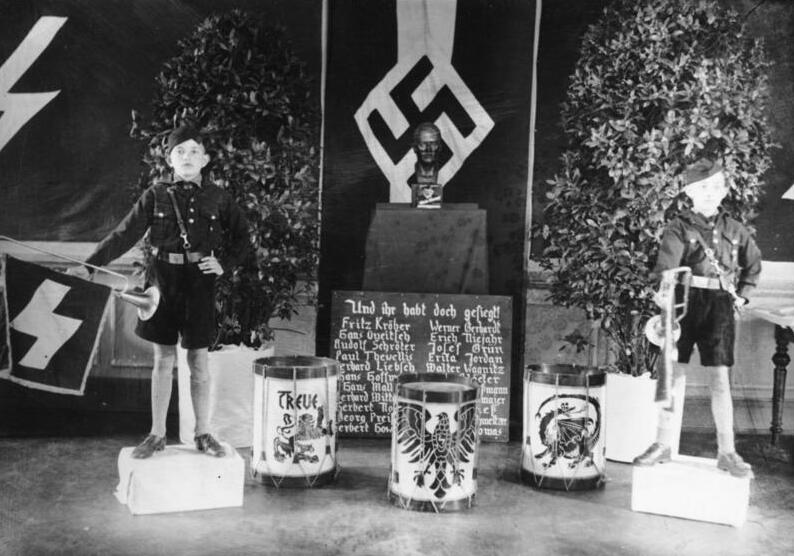